# Rumillies
Rumillies is een dorp in de Belgische provincie Henegouwen, en een deelgemeente van de Waalse stad Doornik.
Rumillies was een zelfstandige gemeente, tot die bij de gemeentelijke herindeling van 1977 toegevoegd werd aan de gemeente Doornik.

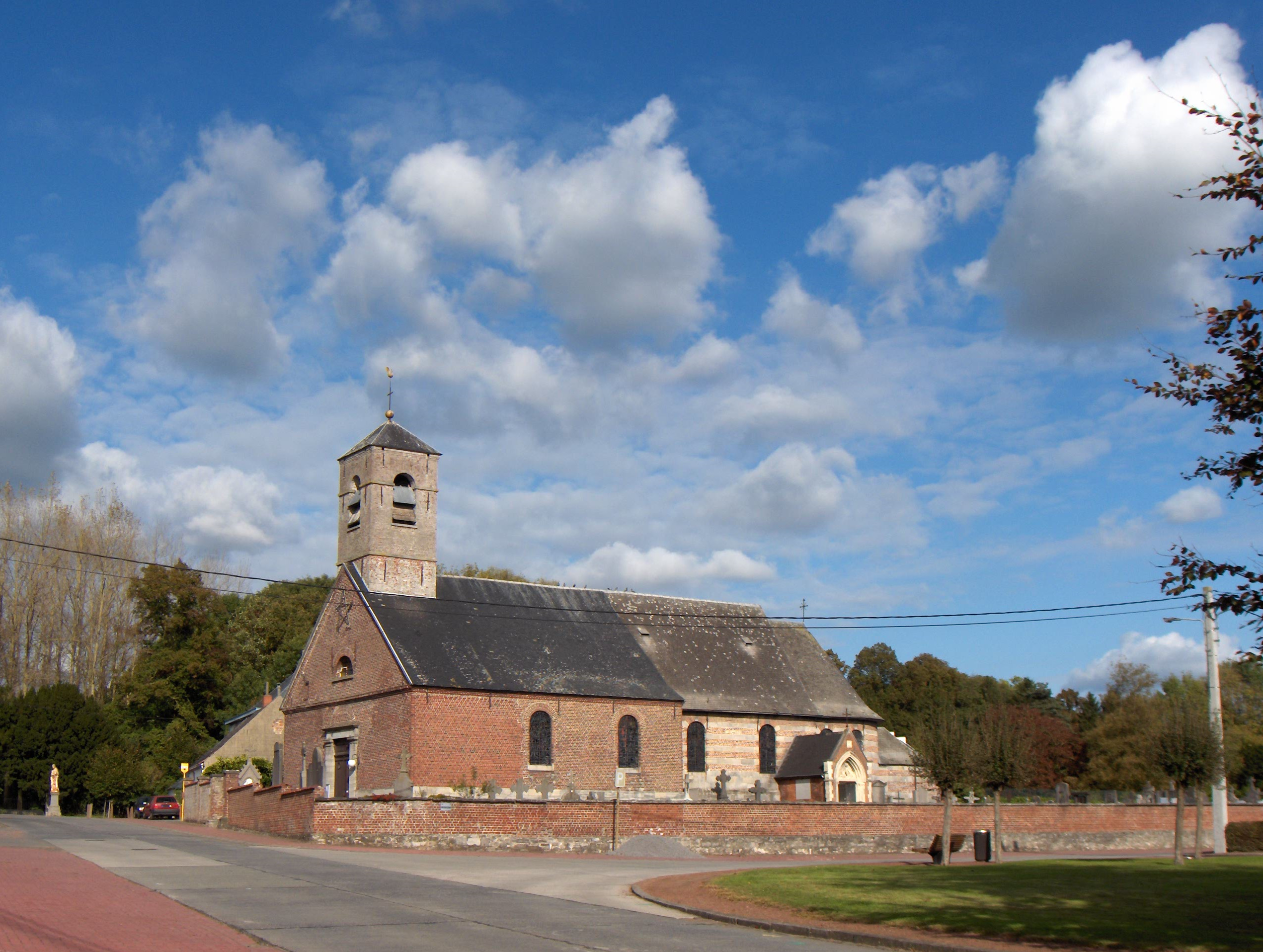
Sint-Maria-Magdalenakerk

## Bezienswaardigheden
- Het Château de Rumegnies (ook: Château du Prince de Croÿ) werd herbouwd na 1918, het jaar waarin het door oorlogsgeweld was verwoest. Het omringende park werd aangelegd in de 2e helft van de 19e eeuw.
- Het Château Destrieux uit de 15e en 16e eeuw ligt op een omgracht terrein. Opgetrokken uit kalksteen en baksteen.
- De Sint-Maria-Magdalenakerk (Église Sainte-Marie-Madeleine) heeft een gedeelte van een schip met koor in classicistische stijl van 1749. De voorgevel en bijbehorend deel van het schip zijn in neoclassicistische stijl van 1830.
- Op het kerkhof van Rumillies bevinden zich de graven van meer dan 60 Belgische oud-strijders en gesneuvelden uit beide wereldoorlogen. Er bevindt zich ook een Brits oorlogsgraf uit de Eerste Wereldoorlog.

## Natuur en landschap
Rumillies ligt aan de Rieu d'Amour op een hoogte van 19-42 meter. In het oosten ligt het Bois de Saint-Martin en het Bois de l'Allemont. De hoogte aan de kerk bedraagt 29 meter.

## Demografische ontwikkeling
- Bronnen:NIS, Opm:1831 tot en met 1970=volkstellingen

## Nabijgelegen kernen
Doornik, Havinnes